# Ronde van Utah 2015
De 11e editie van de Ronde van Utah vond in 2015 plaats van 3 tot en met 9 augustus. De start was in Logan, de finish in Park City. De ronde maakte deel uit van de UCI America Tour 2015, in de categorie 2.1. De Amerikaan Tom Danielson is titelverdediger. De Amerikaan Joe Dombrowski won de etappekoers.

## Deelnemende ploegen
| WorldTour           | ProContinentaal  | Continentaal                       |
| ------------------- | ---------------- | ---------------------------------- |
| BMC Racing Team     | UnitedHealthcare | Axeon                              |
| Cannondale-Garmin   | Drapac           | Hincapie                           |
| Trek Factory Racing | MTN-Qhubeka      | Jamis-Hagens Berman                |
|                     | Team Colombia    | Jelly Belly p/b Maxxis             |
|                     |                  | Optum p/b Kelly Benefit Strategies |
|                     |                  | SmartStop                          |

## Etappe-overzicht
| etappe | datum      | start                      | finish                         | type       | afstand  | winnaar        | klassementsleider |
| ------ | ---------- | -------------------------- | ------------------------------ | ---------- | -------- | -------------- | ----------------- |
| 1e     | 3 augustus | Logan                      | Logan                          | Heuvelrit  | 212,4 km | Kiel Reijnen   | Kiel Reijnen      |
| 2e     | 4 augustus | Tremonton                  | Ogden                          | Vlakke rit | 160,9 km | Jure Kocjan    | Kiel Reijnen      |
| 3e     | 5 augustus | Antelope Island State Park | Bountiful                      | Heuvelrit  | 175,4 km | Logan Owen     | Kiel Reijnen      |
| 4e     | 6 augustus | Soldier Hollow             | Soldier Hollow                 | Bergrit    | 204,4 km | Eric Young     | Jure Kocjan       |
| 5e     | 7 augustus | Salt Lake City             | Salt Lake City                 | Vlakke rit | 88,5 km  | Michael Woods  | Michael Woods     |
| 6e     | 8 augustus | Salt Lake City             | Snowbird Ski and Summer Resort | Bergrit    | 177 km   | Joe Dombrowski | Joe Dombrowski    |
| 7e     | 9 augustus | Park City                  | Park City                      | Bergrit    | 125,5 km | Lachlan Norris | Joe Dombrowski    |

## Etappe-uitslagen

### 1e etappe
| Logan - Logan (212,4 km) |      |       |      |
| Plaats                   | Naam | Ploeg | Tijd |
| Winnaar                  |      |       |      |
| 2                        |      |       |      |
| 3                        |      |       |      |

| Algemeen klassement |      |       |      |
| Plaats              | Naam | Ploeg | Tijd |
| Gele trui           |      |       |      |
| 2                   |      |       |      |
| 3                   |      |       |      |

### 2e etappe
| Tremonton - Ogden (160,9 km) |      |       |      |
| Plaats                       | Naam | Ploeg | Tijd |
| Winnaar                      |      |       |      |
| 2                            |      |       |      |
| 3                            |      |       |      |

| Algemeen klassement |      |       |      |
| Plaats              | Naam | Ploeg | Tijd |
| Gele trui           |      |       |      |
| 2                   |      |       |      |
| 3                   |      |       |      |

### 3e etappe
| Antelope Island State Park - Bountiful (175,4 km) |      |       |      |
| Plaats                                            | Naam | Ploeg | Tijd |
| Winnaar                                           |      |       |      |
| 2                                                 |      |       |      |
| 3                                                 |      |       |      |

| Algemeen klassement |      |       |      |
| Plaats              | Naam | Ploeg | Tijd |
| Gele trui           |      |       |      |
| 2                   |      |       |      |
| 3                   |      |       |      |

### 4e etappe
| Soldier Hollow - Soldier Hollow (204,4 km) |      |       |      |
| Plaats                                     | Naam | Ploeg | Tijd |
| Winnaar                                    |      |       |      |
| 2                                          |      |       |      |
| 3                                          |      |       |      |

| Algemeen klassement |      |       |      |
| Plaats              | Naam | Ploeg | Tijd |
| Gele trui           |      |       |      |
| 2                   |      |       |      |
| 3                   |      |       |      |

### 5e etappe
| Salt Lake City - Salt Lake City (88,5 km) |      |       |      |
| Plaats                                    | Naam | Ploeg | Tijd |
| Winnaar                                   |      |       |      |
| 2                                         |      |       |      |
| 3                                         |      |       |      |

| Algemeen klassement |      |       |      |
| Plaats              | Naam | Ploeg | Tijd |
| Gele trui           |      |       |      |
| 2                   |      |       |      |
| 3                   |      |       |      |

### 6e etappe
| Salt Lake City - Snowbird Ski and Summer Resort (177 km) |      |       |      |
| Plaats                                                   | Naam | Ploeg | Tijd |
| Winnaar                                                  |      |       |      |
| 2                                                        |      |       |      |
| 3                                                        |      |       |      |

| Algemeen klassement |      |       |      |
| Plaats              | Naam | Ploeg | Tijd |
| Gele trui           |      |       |      |
| 2                   |      |       |      |
| 3                   |      |       |      |

### 7e etappe
| Park City - Park City (125,5 km) |      |       |      |
| Plaats                           | Naam | Ploeg | Tijd |
| Winnaar                          |      |       |      |
| 2                                |      |       |      |
| 3                                |      |       |      |

## Eindklassementen
| Plaats    | Naam | Ploeg | Tijd |
| --------- | ---- | ----- | ---- |
| Gele trui |      |       |      |
| 2         |      |       |      |
| 3         |      |       |      |

| Plaats     | Naam | Ploeg | Punten |
| ---------- | ---- | ----- | ------ |
| Witte trui |      |       |        |
| 2          |      |       |        |
| 3          |      |       |        |

| Plaats      | Naam | Ploeg | Punten |
| ----------- | ---- | ----- | ------ |
| Blauwe trui |      |       |        |
| 2           |      |       |        |
| 3           |      |       |        |

| Plaats           | Naam | Ploeg | Tijd |
| ---------------- | ---- | ----- | ---- |
| Lichtblauwe trui |      |       |      |
| 2                |      |       |      |
| 3                |      |       |      |

| Plaats | Ploeg | Tijd |
| ------ | ----- | ---- |
|        |       |      |
| 2      |       |      |
| 3      |       |      |

## Klassementenverloop
| Etappe       | Winnaar        | Algemeen klassement · | Sprintklassement · | Bergklassement · | Jongerenklassement ·   | Ploegenklassement · |
| ------------ | -------------- | --------------------- | ------------------ | ---------------- | ---------------------- | ------------------- |
| 1            | Kiel Reijnen   | Kiel Reijnen          | Kiel Reijnen       | Gregory Daniel   | Gregory Daniel         | Cannondale−Garmin   |
| 2            | Jure Kocjan    | Kiel Reijnen          | Kiel Reijnen       | Gregory Daniel   | Robin Carpenter        | Team SmartStop      |
| 3            | Logan Owen     | Kiel Reijnen          | Kiel Reijnen       | Johann Van Zyl   | Logan Owen             | BMC Racing Team     |
| 4            | Eric Young     | Jure Kocjan           | Jure Kocjan        | Gregory Daniel   | Robin Carpenter        | Axeon Cycling Team  |
| 5            | Michael Woods  | Michael Woods         | Kiel Reijnen       | Gregory Daniel   | Dion Smith             | Axeon Cycling Team  |
| 6            | Joe Dombrowski | Joe Dombrowski        | Kiel Reijnen       | Gregory Daniel   | Daniel Felipe Martinez | Colombia            |
| 7            | Lachlan Norris | Joe Dombrowski        | Brent Bookwalter   | Gregory Daniel   | Daniel Felipe Martinez | Colombia            |
| 0Eindstanden | 0Eindstanden   | Joe Dombrowski        | Brent Bookwalter   | Gregory Daniel   | Daniel Felipe Martinez | Colombia            |

 Ronde van San Luis ·
 Ronde van Californië ·
 Ronde van Utah ·
 USA Pro Challenge ·
 Ronde van Alberta